# Sarcoglottis herzogii
Sarcoglottis herzogii är en orkidéart som beskrevs av Rudolf Schlechter. Sarcoglottis herzogii ingår i släktet Sarcoglottis och familjen orkidéer.
Artens utbredningsområde är Bolivia. Inga underarter finns listade i Catalogue of Life.